# Métaphore filée
La métaphore filée est une figure de style constituée d'une suite de métaphores sur le même thème. La première métaphore en engendre d'autres, construites à partir du même comparant, et développant un champ lexical dans la suite du texte.

## Exemples
« Jean essaie de cacher l'ennui que lui donne ce torrent de paroles, qui commence à moitié chemin de son domicile et qui ne trouve pas de mer où se jeter »

— Honoré de Balzac, Petites misères de la vie conjugale
La métaphore filée fondée sur le torrent de paroles (association du débit de l'eau avec celui des paroles) et finissant son image sur le terme de mer s'étend ici sur une phrase seule.

« Ces cheveux d'or sont les liens, Madame,

Dont fut premier ma liberté surprise,

Amour la flamme autour du cœur éprise,

Ces yeux le trait qui me transperce l'âme. »

— Joachim Du Bellay, L'Olive
On a ici une triple métaphore filée dont les comparants / comparés sont reliés par le verbe être conjugué. Le comparant liens a pour comparé cheveux, puis le comparant second flamme a pour comparé second amour, le comparant troisième est trait (« flèche ») et son comparé est yeux.

La métaphore filée est aussi utilisée dans des discours politiques, comme le fait le président chinois Xi Jinping : 

« Nous sommes tous sur le même bateau. À l’heure des grands vents et des vagues, nous devons tenir le bon cap, maîtriser le bon rythme, nous unir et coopérer, surfer sur le vent et briser les vagues, et naviguer sans relâche vers un lendemain meilleur. »

## Définition

### Définition linguistique
La métaphore filée opère une transformation sémantique (elle joue sur les images et les sons, par des comparés proches) de répétition à l'identique (les mots mis en relation sémantique demeurent dans le même réseau lexical, ou dans le même contexte). C'est avant tout une métaphore s'étendant sur une phrase, une strophe ou un paragraphe entier. De manière plus simple, « la métaphore filée c'est continuer, dans un texte, après l'apparition d'un premier terme métaphorique, d'utiliser un vocabulaire appartenant au champ sémantique dudit mot figuré, sans cesser de parler de la réalité initiale » (dans Patrick Bacry, voir bibliographie). La métaphore filée commence souvent par une comparaison :
La métaphore filée rapprochant l'empereur Napoléon avec un arbre abattu débute par une comparaison introduite par l'outil de comparaison comme.

« L'empereur était là, debout, qui regardait.

Il était comme un arbre en proie à la cognée.

Sur ce géant, grandeur jusqu'alors épargnée,

Le malheur, bûcheron sinistre, était monté;

Et lui, chêne vivant, par la hache insulté,

Tressaillant sous le spectre aux lugubres revanches,

Il regardait tomber autour de lui ses branches. — Victor Hugo, L'Expiation »

Enfin, les métaphores filées peuvent s'engendrer l'une l'autre et suivre une progression thématique (voir l'exemple de Du Bellay).

### Définition stylistique
La métaphore filée permet des effets variés, essentiellement similaires à ceux produits par la métaphore ou la comparaison. L'effet visé est la suggestion d'images rapprochant deux réalités, excepté que ce rapprochement symbolique est poursuivi sur plusieurs phrases ou paragraphes même. Les effets sont tous du domaine de l'isotopie, de la synesthésie ou du champ sémantique et peuvent être comiques, ironiques, lyriques, argumentatifs, etc.
Très employée dans le langage publicitaire, la métaphore filée permet de capter l'attention des récepteurs, afin de le conduire vers une impression d'ensemble et donc à l'adhésion. Une étude a montré d'ailleurs qu'un message est mieux mémorisé lorsqu'il a recours à des métaphores plutôt qu'à un discours classique et non imagé. À l'oral, la métaphore est souvent filée dans des expressions populaires, ou dans les blagues par exemple. Les discours politiques en sont marqués, mais aussi les raisonnements scientifiques (métaphore de l'arbre dans l'évolution darwinienne, du chat de Schrödinger dans la physique quantique) et pédagogiques.

### Genres concernés
La métaphore filée, comme la métaphore, concerne tous les genres littéraires. Elle est de manière privilégiée employée en poésie comme chez Baudelaire dans L'ennemi, où il fait usage d'une métaphore filée pour illustrer la vie du poète. On la retrouve aussi dans le roman, dans les descriptions où elle permet de mettre en valeur un réseau lexical sur lequel l'auteur veut appuyer sa narration. Honoré de Balzac notamment use de cette figure de style pour décrire Paris en la personnifiant et en l'animalisant à la fois dans les premières pages de Ferragus (1834). Les réalistes en effet usent souvent de la métaphore filée : l'alambic chez Émile Zola, la mine infernale vue comme un monstre dans Germinal ou encore la locomotive dans La Bête humaine.

## Historique de la notion

### Figures proches
- Figure « mère » : métaphore ou allégorie
- Figures « filles » : aucune

- Paronymes : allégorisme
- Synonymes : aucune

### Débats
La métaphore filée est parfois subordonnée à la figure de l'allégorie, et non à celle de la métaphore. Or, l'allégorie relève d'une démarche très différente de la métaphore filée, comme le précise Olivier Reboul dans La rhétorique : 

« l’allégorie est une suite cohérente de métaphores qui, sous forme de description ou de récit, sert à communiquer une vérité abstraite. Elle a donc un sens littéral […] ce qui est dit […] et un sens dérivé […] ce qu’il faut comprendre. Aussi ne faut-il pas la confondre avec la métaphore, ni même avec la métaphore filée, suite cohérente de métaphores. Pourquoi ? Paradoxalement, parce que l’allégorie ne comprend que des métaphores. La vraie métaphore, elle, comprend toujours des termes non métaphoriques et ne peut donc être lue qu’au sens figuré ; l’allégorie, parce que tous ses termes sont métaphoriques, peut être lue selon la lettre ou selon l’esprit. Ainsi, dans le vers de Voltaire […] : « Il n’est point ici bas de moisson sans culture. », on peut voir, soit un sens littéral, soit un sens figuré. Par contre, la maxime attribuée à Confucius : « L’expérience est une lanterne accrochée dans le dos qui éclaire le passé. » est une métaphore filée ; car expérience et passé sont au sens propre […] ; la phrase ne peut donc être lue qu’au sens figuré. »

Par ailleurs, la métaphore a besoin du recours à la métonymie pour se « filer »; en quelque sorte elle suit une progression thématique et c'est pourquoi elle est très employée dans les descriptions. Ainsi, dans ce passage de Proust : 

« ...le monocle du général, resté entre ses paupières comme un éclat d'obus dans sa figure vulgaire, balafrée et triomphale, au milieu du front qu'il éborgnait comme l'œil unique du cyclope, apparut à Swann comme une blessure monstrueuse qu'il pouvait être glorieux d'avoir reçue, mais qu'il était indécent d'exhiber. »

La métaphore filée force donc le lecteur à conjoindre deux isotopies dans un même moment de lecture, au cours duquel les sèmes du comparé et du comparant se superposent dans des constructions imprévues. Il en va tout autrement dans l’allégorie classique, où les niveaux de sens fonctionnent en parallèle et ne fusionnent que lorsque l'intention allégorique est révélée au lecteur, comme c'est le cas dans la fable.